# Commission d'établissement prussienne
La Commission royale prussienne d'établissement pour la Prusse-Occidentale et la Posnanie est fondée en 1886 en tant qu'élément central de la politique de germanisation des provinces orientales du Royaume de Prusse. L'objectif est de réinstaller des immigrants allemands dans les provinces de Posnanie et de Prusse-Occidentale. La commission d'établissement existe officiellement jusque dans les années 1920, mais ses travaux pratiques prennent fin en 1918.

## Objectif et intentions
Le virage vers la politique d'établissement fait partie d'un changement général de la politique de la Pologne prussienne. Au lieu de l'assimilation culturelle, la politique de population et les mesures démographiques sont utilisées depuis les années 1880. Une cause concrète est la migration accrue d'une grande partie de la population germanophone des provinces agricoles de l'est de la Prusse vers les centres industriels de l'ouest du pays. Une majorité de conservateurs et de libéraux nationaux à la Chambre des représentants de Prusse adoptent la «loi sur la promotion des colonies allemandes dans les provinces de Prusse-Occidentale et de Posnanie » pour créer la commission d'établissement. Leur but est d'acheter des domaines appartenant à des Polonais endettés. Cette mesure est dirigée contre la noblesse polonaise, que le ministre-président (et chancelier) prussien Otto von Bismarck considère comme le représentant le plus important de la volonté polonaise de résistance,.
Les biens doivent être partagés et données aux colons allemands. Ce partage est imposé par les nationaux-libéraux contre Bismarck et de nombreux conservateurs, qui y voient des conséquences négatives pour la propriété aristocratique en général.
Le siège de la Commission est dans la ville de Posen. Elle est initialement dotée d'un capital de 100 millions de marks. Les responsables espéraient pouvoir installer 40 000 nouveaux agriculteurs. Ceux-ci doivent, comme on l'appelait à l'époque, former « un mur vivant contre le déluge slave ». La commission est directement subordonnée au ministère d'État prussien (de).
Jusqu'en 1892, environ 58 000 hectares de terres sont acquis. La plus grande partie d'environ 53 000 ha provienne de la propriété polonaise et une plus petite partie de 5 000 ha de la propriété allemande. Dans la période qui suit, il n'est guère possible d'acquérir des terres des possessions polonaises. Les terres sont divisées en postes d'agriculteurs et le plus souvent attribuées sous forme de ce que l'on appelle des rentes. En tant que bailleur de fonds, la commission d'établissement conserve le droit de revente et, en fin de compte, la propriété supérieure, car les terres ne peuvent être rachetées qu'à hauteur de 90 %. Cela doit empêcher que le domaine ne soit revendu à des propriétaires polonais.
Après la fin de l'ère modérée de Caprivi, la politique de colonisation s'intensifie de nouveau . En 1898, la Commission obtient 100 millions de marks supplémentaires et en 1902, 150 millions de marks supplémentaires sont ajoutés. Dans le même temps, l'acquisition de biens polonais devient plus difficile. Sous la pression de l'Association allemande des marches de l'Est, la possibilité d'exproprier des terres est créée en 1907. Cette atteinte au droit de propriété est critiquée par les conservateurs. C'est sans doute pour cette raison que la Commission ne fait pas usage de ce droit dans un premier temps. Ce n'est qu'en 1912, sous la pression de l'Association des Marches de l'Est, que ce droit est appliqué dans le cas de quatre biens. Cette procédure donne lieu à des débats parlementaires à la Chambre des représentants de Prusse et au Reichstag. La Chambre des représentants se prononce contre le vote de la fraction polonaise et du Zentrum, tandis que la majorité du Reichstag désapprouve la procédure en 1913 .

## Conséquences
En réalité, le nombre de postes de nouveaux colons créés sur la base de la loi est nettement inférieur à celui espéré. La majorité d'entre eux se trouvent dans la province de Posnanie.
La création de la Commission d'établissement entraîne un renforcement involontaire du mouvement national polonais. Un État polonais n'existe plus depuis les partages, hormis le bref intermède du duché de Varsovie à l'époque napoléonienne. Les Polonais créent une banque d'État (Banque Ziemski) et une banque coopérative (Banque Społek Zarobkowych) pour garantir leurs biens fonciers. Ces institutions et d'autres réussissent à acheter et à distribuer plus de biens aux colons polonais que la commission allemande.
L'objectif d'affaiblir le mouvement national polonais par le biais de la commission d'établissement est également raté parce que son centre de gravité n'est plus depuis longtemps la noblesse, mais la bourgeoisie et toujours l'Église catholique en Pologne.
En fin de compte, la Commission rachète plus de propriétés allemandes que polonaises. Entre 1886 et 1906, 220 millions de marks sont allés à des propriétaires allemands et seulement trente millions à des propriétaires polonais. Au total, la Commission dépense environ un milliard de marks jusqu'au début de la Première Guerre mondiale. Hans-Ulrich Wehler juge que la commission est finalement une entreprise d'assainissement pour de nombreux Junkers très endettés. En menaçant de vendre leur terrain à une institution polonaise, les Junkers trompent la Commission en l'achetant à des prix bien supérieurs à sa valeur. Entre 1895 et 1907, les prix des terres des grands propriétaires terriens augmentent de 65 à 130 % par hectare dans les régions concernées. Au total, 21 727 sites de peuplement sont créés entre 1886 et 1916, chacun détenant 13 à 15 hectares. Ces chiffres sont trop faibles pour provoquer un changement dans le rapport entre les populations polonaises et allemandes 
Après le traité de paix de Versailles, la majeure partie de la province de Posnanie et de la Prusse-Occidentale est cédée à la nouvelle Deuxième République polonaise ; la Posnanie-Prusse-Occidentale est créée. Avec cela, la Commission perd son importance.

## Membres de la commission

### Présidents
- 1886-1891 : Robert von Zedlitz-Trützschler
- 1891-1903 : Rudolf von Wittenburg (de)
- 1903-1908 : Paul Blomeyer (de)
- 1908-1913 : Friedrich Karl Gramsch
- 1913-1920 : Hugo Ganse (de)

### Membres de la commission
- Wilhelm von Waldow
- Hans von Meibom
- Alfred Hugenberg
- Friedrich von Born-Fallois (de)